# بیبی دال (فیلم ۱۹۱۶)
بیبی دال (انگلیسی: Baby Doll) یک فیلم است که در سال ۱۹۱۶ منتشر شد. از بازیگران آن می‌توان به اولیور هاردی اشاره کرد.